# Kapes
Kapes là một vương hậu sống vào thời kỳ Vương triều thứ 22 trong lịch sử Ai Cập cổ đại. Tên của vị vương hậu này chủ yếu được biết đến thông qua Tấm bia của Pasenhor, một hậu duệ xa của bà.
Dựa theo những dòng chữ khắc trên Tấm bia của Pasenhor, Kapes là hôn phối của pharaon Takelot I và là mẹ của pharaon kế vị Osorkon II. Bà cũng là người vợ duy nhất được biết đến của Takelot I. Cũng theo tấm bia đó, Kapes được gọi với danh hiệu là "Mẹ của các vị thần".
Tên của vương hậu Kapes còn được nhắc đến trong hầm mộ NRT I (tại Tanis) của người con trai, vua Osorkon II. Dòng chữ cuối cùng trong bài văn tế khắc trên tường mộ của nhà vua được dịch nghĩa là "Kapus đã làm điều này cho ông". Điều đó có nghĩa, Kapes vẫn còn sống sau khi cả chồng và con trai đều qua đời, và có thể chính bà là người đã ra lệnh xây dựng hầm mộ NRT I, hoặc ít nhất là bà đã đích thân giám sát mọi sự chuẩn bị để xây dựng hầm mộ này.